# Victorine-Angélique-Amélie Rumilly
Pour les articles homonymes, voir Rumilly.
 (juin 2020).
Victorine-Angélique-Amélie Rumilly, née Genève à Grenoble en 1789 et morte à Paris le 15 janvier 1849, est une peintre française.
Élève de Regnault, Rumilly peignait des portraits et des scènes de genre. On a notamment d’elle Vénus et Cupidon et La Sainte-Famille.
Elle a exposé aux Salons pendant trois décennies, de 1808 jusqu’à 1839.

## Œuvres
À la suite d'une commande de Louis-Philippe Ier pour le Musée historique de Versailles, elle réalisa, en 1836, une copie d'après Louis Tocqué d'un portrait de l'écrivaine Françoise de Graffigny puis, en 1837, une copie d'après Dosso Dossi d'un portrait de César Borgia.
On compte parmi ses œuvres :
- Vénus et Cupidon ;
- La Sainte-Famille ;
- Portrait de Françoise de Graffigny (1694-1758), 1836, d’après Tocqué[2] ;
- César Borgia, Duc de Valentinois, 1837, d'après Giovanni di Niccolò de Lutero, dit Dosso Dossi[3] ;
- Portrait de Jean-François Champollion, dit Le Jeune, 1823, Musée Champollion[4] ;
- Portrait de Jacques-Joseph Champollion-Figeac, huile sur toile, vers 1825-1830, Musée Champollion[4] ;
- Portrait de Zoé Berriat, huile sur toile, vers 1825-1830, Musée Champollion[4].

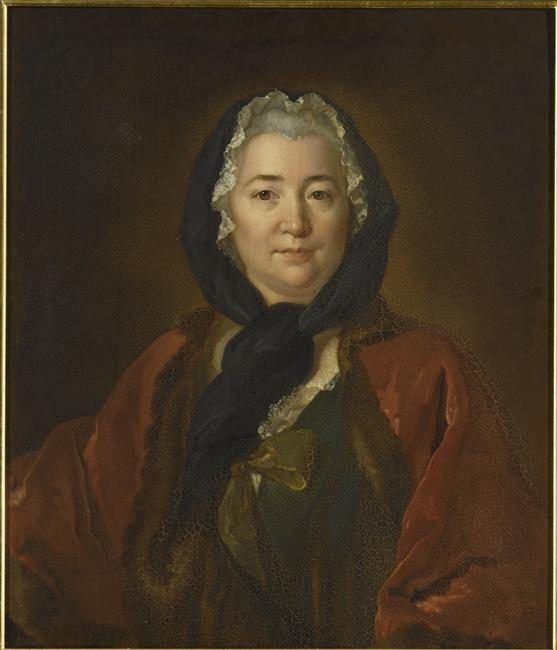
Portrait de Françoise de Graffigny (1694-1758), 1836, d’après Tocqué.
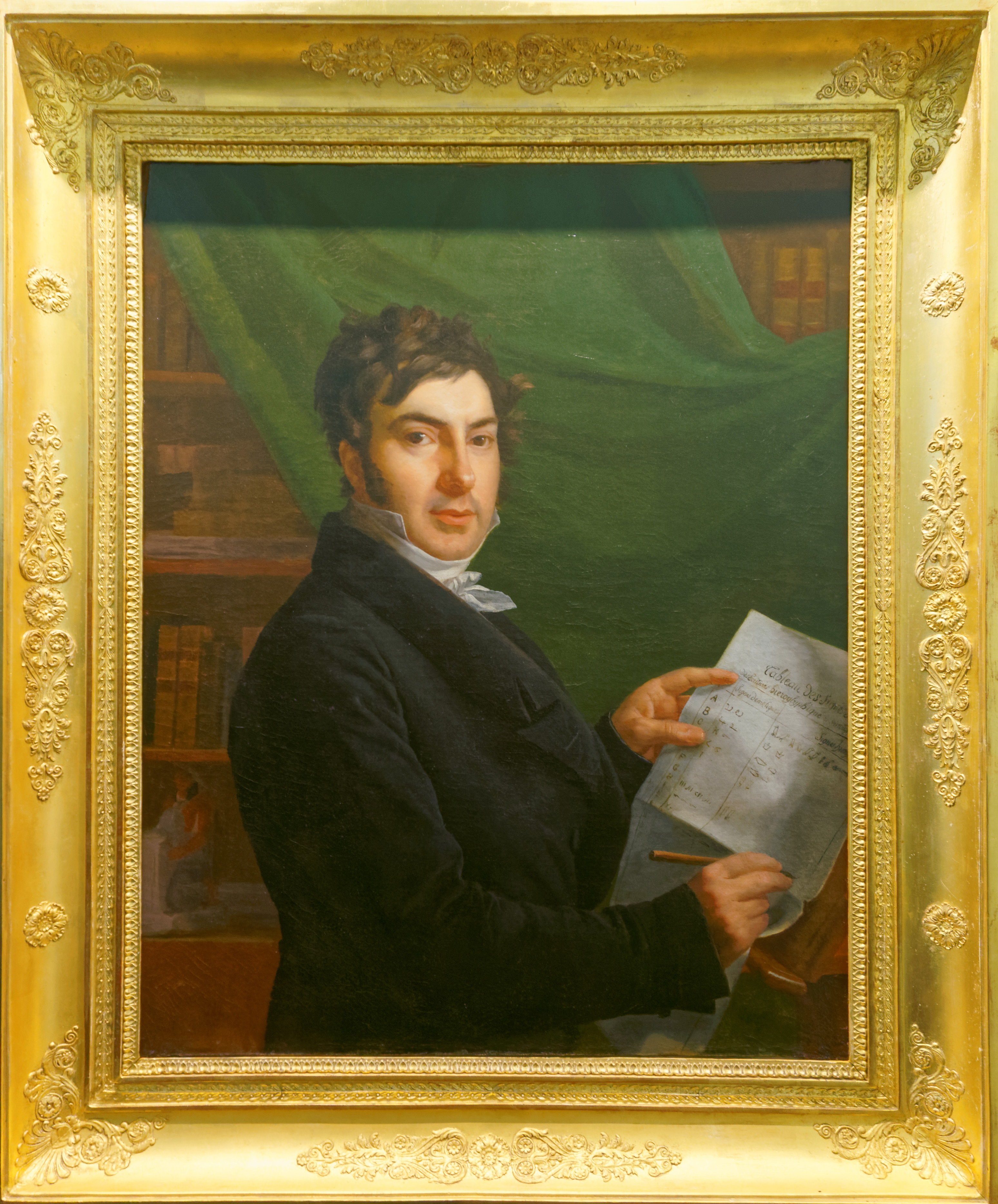
Portrait de Jean-François Champollion, dit Le Jeune, 1823, Musée Champollion.
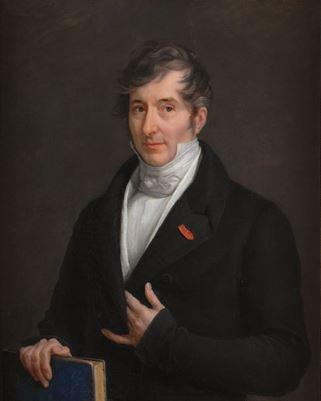
Portrait de Jacques-Joseph Champollion, vers 1825-1830, Musée Champollion.